# Рукометна репрезентација Естоније
Рукометна репрезентација Естоније представља Естонију у међународним такмичењима у рукомету. Налази се под контролом Рукометног савеза Естоније. Под овим именом репрезентација наступа од 1992. године, а пре тога играчи из Естоније учествовали су у саставу репрезентације Совјетског Савеза.

## Учешћа репрезентације на међународним такмичењима

### Олимпијске игре
Није учествовала

### Светска првенства
Није учествовала

### Европска првенства
Није учествовала